# Anton Romeu i Prat
Anton Romeu i Prat (Vic, 1863-Badalona, 1930) va ser un religiós català.
Va ser ordenat sacerdot el 1888 a Madrid. Després d'estar a diverses localitats, va arribar a Badalona el 1900 com a capellà de les germanes clarisses del convent de la Divina Providència, que aleshores, a més, era seu de la parròquia de Sant Josep. Des del 1907 al 1925 va exercir com capellà de les germanes carmelites i el 1926 tornà amb les clarisses. Es va desplaçar sovint pel barri industrial de la ciutat per tal de fer difusió i instruir sobre el catecisme, i va treballar incansablement en l'educació en el temps l'esbarjo de les classes populars. Va crear un patronat per a obrers, i els va organitzar classes nocturnes en un pis llogat del carrer Arnús. El 1907 va fundar el Centre Obrer Dominical, després anomenat simplement Centre Obrer, que va comptar amb local propi al carrer d'Àngel Guimerà. També gràcies a ell es van instal·lar a Badalona les escoles salesianes.
Després de la guerra civil, es va rebatejar amb el seu nom el carrer Àngel Guimerà, i el 1959 es va col·locar una làpida que assenyala la casa on va morir.